# 얀 수호파레크
얀 수호파레크(체코어: Jan Suchopárek, 1969년 10월 23일 ~ )는 체코슬로바키아 클라드노 출신의 은퇴한 축구 선수이다. 포지션은 왼쪽 풀백이었다. 그는 지난 유로 96에서 러시아를 상대로 득점을 기록했었다.

## 수상
두클라 프라하
- 1989-90 체코슬로바키아 컵 우승

 슬라비아 프라하
- 1995-96 감브리누스리가 우승
- 2001-02 체코 컵 우승

 스트라스부르
- 1996-97 쿠프 드 라 리그 우승

 체코
- UEFA 유로 1996 4강